# Tamarreide
Tamarreide è stato un programma televisivo di genere docu-reality in onda su Italia 1 il lunedì in sette puntate, condotte da Fiammetta Cicogna, dal 13 giugno al 25 luglio 2011 in prima serata. Nel 2013 è andato in onda lo spin-off Tamarreide director's cut su Italia 2 in prima serata.

## Il programma
Tamarreide era un reality show in cui le telecamere seguivano il viaggio di otto giovani, definiti "tamarri", a bordo di un camper in diverse città italiane (Roma, Napoli, Capri, Firenze, Torino e Milano). In ogni città gli otto concorrenti dovevano affrontare delle prove che venivano a conoscere di volta in volta. Le prove erano di vario tipo e spaziavano dal culturale al pratico.

### Concorrenti
I concorrenti di Tamarreide, in ordine di classifica, sono:
1. Marika Baldini, Roma, 22 anni, cubista[2]
2. Cristiana Ambrosoli, Milano, 19 anni, cubista e ragazza immagine (ereditiera dell'omonima ditta di miele)[2]
3. Manuel Ribeca, Perugia, 25 anni, maestro di tennis e spogliarellista[2]
4. Claudio Pallitto, Roma, 25 anni, postino[2]
5. Melissa Ceroni, Faenza, 25 anni, barista[2]
6. Marco Mascis, Torino, 21 anni, disoccupato[2]
7. Antonio Dugo, Siracusa, 21 anni, agricoltore ed aspirante pugile[2]
8. Ketty Passa, Milano, 28 anni, disc jockey
9. Angelica Alba, Napoli, 24 anni, disoccupata[2]

Le età si riferiscono al momento della partecipazione al programma. La classifica è stata determinata da una votazione interna tra i concorrenti al termine dell'ultima puntata: la vincitrice fu Marika Baldini, la quale batté Cristiana Ambrosoli nell'ultima votazione (5 a 3). Notare che durante la seconda puntata, in seguito ad una votazione tra i concorrenti, Angelica fu immediatamente espulsa, come richiesto della conduttrice Fiammetta Cicogna, per aver lanciato un bicchiere (e quindi, dal punto di vista formale, per aver violato i regolamenti di Mediaset per i comportamenti nei reality) contro Marika e Manuel a causa di un pesante litigio: in seguito a tale espulsione, durante la quarta puntata entrò Ketty.

### Ascolti
| Puntata | Data           | Telespettatori | Share | Fonte |
| ------- | -------------- | -------------- | ----- | ----- |
| 1       | 13 giugno 2011 | 2 073 000      | 7,97% | [ 4 ] |
| 2       | 20 giugno 2011 | 1 888 000      | 7,73% | [ 5 ] |
| 3       | 27 giugno 2011 | 1 457 000      | 6,39% | [ 6 ] |
| 4       | 4 luglio 2011  | 1 377 000      | 5,86% | [ 7 ] |
| 5       | 11 luglio 2011 | 1 059 000      | 5,31% | [ 8 ] |
| 6       | 18 luglio 2011 | 1 257 000      | 5,88% | [ 9 ] |
| 7       | 25 luglio 2011 | 1 329 000      | 5,94% | [ 9 ] |